# آوواردوپوآ

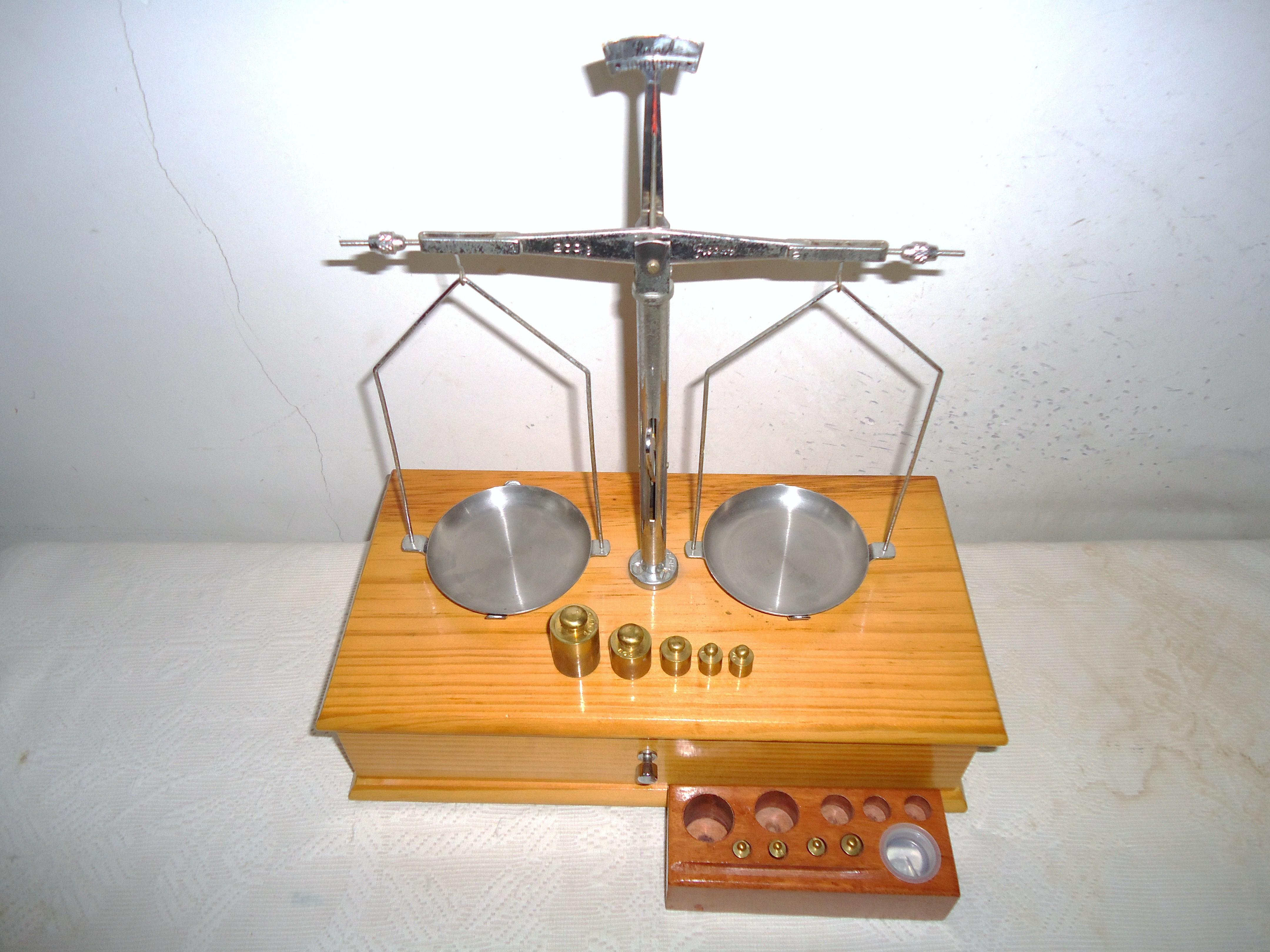
دستگاه آوواردوپوآ دستگاه اندازه گیری برای یکاهای جرم است

دستگاه آوواردوپوآ (به فرانسوی: avoirdupois) دستگاه اندازه گیری برای یکاهای جرم  هست که بر پایه  یک  پوند (یکای جرم) و ۱۶ اونس تعریف شده‌است.
این دستگاه در کشورهای ایالات متحده آمریکا و بریتانیا، کانادا، استرالیا و مستعمره‌های انگلستان به صورت روزانه کاربرد دارد که البته تعدادی از مستعمره‌ها برای استفاده از دستگاه متریک آن را یکاهای متریک جایگزین کرده‌اند سیستم جایگزین برای اندازه‌گیری فلزهای قیمتی وزن تروا است.

## تعریف
تعریف مدرن آن برابر با ۰٫۴۵۳۵۹۲۳۷ کیلوگرم است.
| یکا                     | مقدار معادل | توضیحات   |
| ----------------------- | ----------- | --------- |
| "بخش"                   | ۱⁄۲۵۶       | ۱⁄۱۶ اونس |
| اونس (اونس)             | ۱⁄۱۶        |           |
| پوند (یکای جرم) (پوند)  | ۱           |           |
| پر (سنگ)                | ۱۴          |           |
| sak de leine (woolsack) | ۳۶۴         | 26 peres  |